# Чемпіонат Європи з хокею із шайбою (жінки)
Чемпіонат Європи з хокею із шайбою серед жіночих команд — змагання, що організовувались Міжнародною федерацією хокею із шайбою, пройшли лише п'ять разів у 1989—1996 роках.

## Чемпіонати

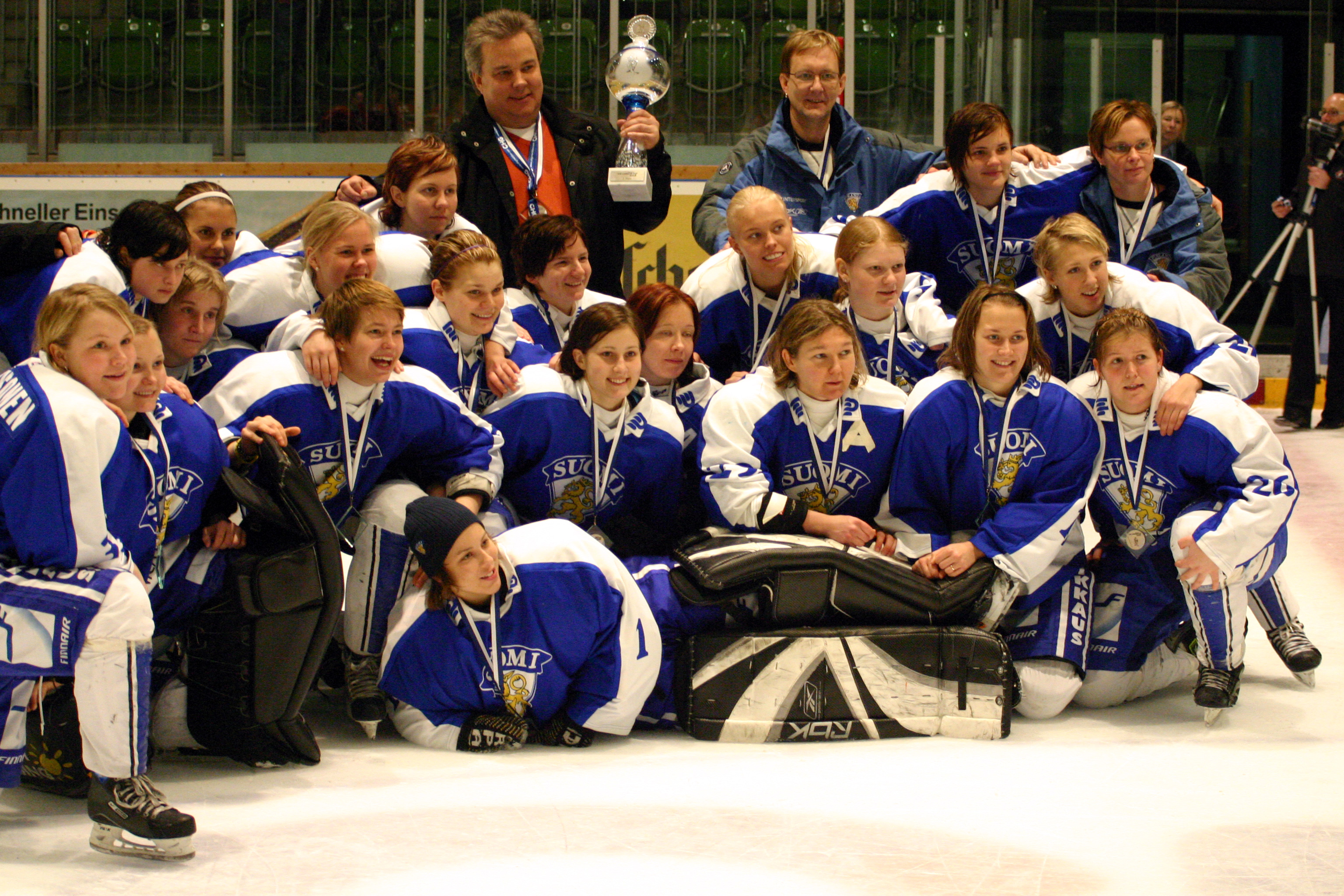
Жіноча збірна Фінляндії, чотириразові чемпіони Європи

| Рік  | Країна проведення | Золото    | Срібло | Бронза    |
| ---- | ----------------- | --------- | ------ | --------- |
| 1989 | Німеччина         | Фінляндія | Швеція | Німеччина |
| 1991 | Чехословаччина    | Фінляндія | Швеція | Данія     |
| 1993 | Данія             | Фінляндія | Швеція | Норвегія  |
| 1995 | Латвія            | Фінляндія | Швеція | Швейцарія |
| 1996 | Росія             | Швеція    | Росія  | Фінляндія |

## Таблиця медалей
| Місце | Країна    | Золото | Срібло | Бронза | Разом |
| ----- | --------- | ------ | ------ | ------ | ----- |
| 1.    | Фінляндія | 4      | -      | 1      | 5     |
| 2.    | Швеція    | 1      | 4      | -      | 5     |
| 3.    | Росія     | -      | 1      | -      | 1     |
| 4.    | Німеччина | -      | -      | 1      | 1     |
| 4.    | Данія     | -      | -      | 1      | 1     |
| 4.    | Норвегія  | -      | -      | 1      | 1     |
| 4.    | Швейцарія | -      | -      | 1      | 1     |

## Сумарна таблиця збірних на чемпіонаті Європи
| Збірна                 | 1989 | 1991 | 1993 | 1995 | 1996 |
| ---------------------- | ---- | ---- | ---- | ---- | ---- |
| Данія                  | 6    | 3    | 6    | 8    | 7    |
| Фінляндія              | 1    | 1    | 1    | 1    | 3    |
| Франція                | -    | 7    | 9    | 11   | 11   |
| Нідерланди             | 8    | 10   | -    | 12   | 12   |
| Казахстан              | -    | -    | -    | -    | 13   |
| Латвія                 | -    | -    | 7    | 6    | 8    |
| Норвегія               | 4    | 4    | 3    | 4    | 4    |
| Росія                  | -    | -    | -    | 7    | 2    |
| Швейцарія              | 5    | 5    | 5    | 3    | 5    |
| Словаччина             | -    | -    | -    | 10   | 10   |
| Велика Британія        | 9    | 9    | 10   | 13   | 14   |
| Швеція                 | 2    | 2    | 2    | 2    | 1    |
| Чехословаччина / Чехія | 7    | 8    | 8    | 9    | 9    |
| Німеччина              | 3    | 6    | 4    | 5    | 6    |
| Україна                | -    | -    | 11   | 14   | -    |